# Catabrosa
Catabrosa là một chi thực vật có hoa trong họ Hòa thảo (Poaceae).

## Loài
Chi Catabrosa gồm các loài: